# 길건
길건(1979년 4월 19일 ~ )은 대한민국의 가수이다.

## 학력
- 포항해양과학고등학교
- 부산예술대학교 연극과 전문학사 (졸업)

## 음반

### 싱글
- 2005년 9월 16일: Real - My Name is KG
- 2007년 8월 31일: 왜 몰라

### 정규 음반
- 2005년: 1집 - G-STYLE
- 2006년: 2집 - baby G
- 2008년: 3집 - Light Of The World

### 비정규 음반
- 2007년: 2.5th Album - BORN AGAIN

### 디지털 싱글
- 2016년: # 내 아래

## 방송
TV
- 2004년 MBC 논스톱 5
- 2005년 KBS1 가족오락관
- 2007년 tvN 옥주현의 라이크 어 버진 시즌2
- 2016년 MBC 버스커즈 버스킹
- 2016년 skyPetPark 잘살아보시개 - 내레이션
- 2017년 MBC every1 비디오스타
- 2017년 MBC 휴먼다큐 사람이 좋다
- 2018년 CBS 성서학당
- 2019년 MBC 미스터리 음악쇼 복면가왕 - 가왕 배출 전문학교 브레멘 음악대 < 참가자 >
- 2019년 EBS1 세상에 나쁜 개는 없다 - 특별 출연
- 2020년 채널A 나는 몸신이다
- 2021년 ~ 2022년 TV조선 부캐전성시대 - 고정 출연 (태그태거)

## 뮤직비디오
- 이효리 - 10 MINUTES
- 이효리 - Hey Girl
- 길건 - Real
- 길건 - 여왕개미
- 길건 - 건망증
- 길건 - A. U ready
- 길건 - 왜 몰라
- 길건 - 흔들어봐
- 길건 - 태양의 나라
- 길건 - Wine ×3
- 길건 - # 내 아래

## 수상
- 2007년: 제15회 한국인기연예대상 신세대가요 10대가수상
- 2008년: 제7회 국제 메이크업 아트페어 연예인 베스트 메이크업상